# Jakjeonseoun-dong
Jakjeonseoun-dong (koreanska: 작전서운동) är en stadsdel i stadsdistriktet Gyeyang-gu  i staden Incheon i Sydkorea.  Den ligger 21 km väster om huvudstaden Seoul.